# Arthur Tudor
Arthur Tudor (ca. 20. september 1486 – 2. april 1502) var prins af Wales til sin død i 1502. Han var søn af Henrik 7. af England og Elizabeth af York.

27. marts 1489 indgik Arthurs fader Henrik 7. og Isabella 1. af Kastilien og Ferdinand 2. af Aragonien i Medina del Campo en kontrakt om trolovelse mellem Arthur og deres yngste datter, Katharina. Formålet var at danne en alliance mellem England og Spanien mod deres  nabo, Frankrig.
Indtil brylluppet i vinteren 1501 korresponderede Arthur og Katharina på latin.

De fik kun lov til at leve som par i få måneder, før Arthur døde i det tidlige forår 1502. 
Katharina levede nogle sørgmodige år som enke, til Arthurs yngre bror Henrik overtog tronen ved faderens død i 1509 og giftede sig med hende. Katharina var Henriks første hustru.